# Villa Lidköping BK

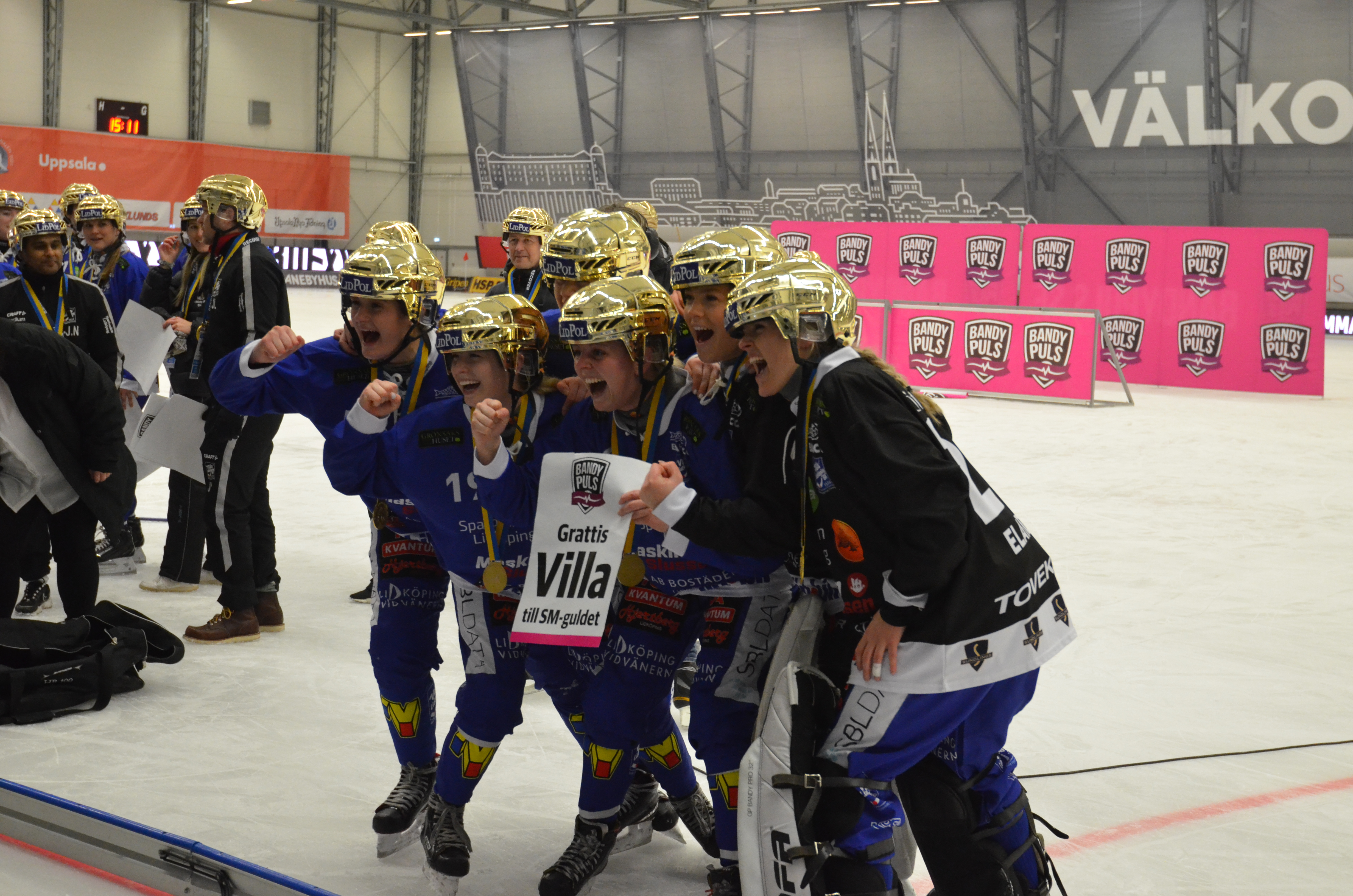
Delar av laget firar SM-guldet 2021 efter seger över Västerås SK med 6–3.

Villa Lidköping BK, fram till 1988 Villa BK, är en bandyklubb i Lidköping som första gången blev svenska mästare på herrsidan efter säsongen 2018/2019. Samma säsong tog sig Villas damlag för första gången fram till SM-semifinal i slutspelet.
Klubben bildades den 18 januari 1934, och man har tagit sig till slutspel 26 gånger och låg 2020 på en fjärde plats i maratontabellen för Sveriges högsta division i bandy.
Villa har hittills spelat sju SM-finaler. Efter fyra finalförluster lyckades man i mars 2019 vinna sitt första SM-guld. Det andra guldet vann man 2021 när man besegrade AIK i finalen, medan det tredje guldet bärgades 2024, då man besegrade Västerås SK med 7–6 efter förlängning i finalen. 2025 bärgades fjärde guldet, efter seger med 7–3 mot Edsbyns IF i finalen. Man spelade också final, alla gångerna med förlust, 1974/1975 mot Ljusdals BK, 1982/1983 IF Boltic, 2011/2012 mot Sandvikens AIK samt 2015/2016  mot Västerås SK (2–5). Den 14 oktober 2008 togs det första spadtaget på den nya evenemangsarenan i Lidköping. Sparbanken Lidköping Arena, där laget numera spelar sina hemmamatcher, invigdes den 25 december 2009 . De första åren spelade man sina hemmamatcher ute på Vänerns sjöis, för att därefter bygga en egen isbana innan den konstfrusna Lidköpings Isstadion invigdes den 1 november 1964.
Herrlaget är en stor publikdragare på hemmaplan där det allt som oftast varit välfyllda läktare genom åren. Man har också skaffat sig många fans runt om i Sverige tack vare sin fartfyllda anfallsbandy. Publikrekordet på hemmaplan lyder på 8 774 från en SM-semifinal mot Selånger SK 1981.
Några av de mest välkända spelarna har varit Mikael Arvidsson, Christer Kjellqvist, Göran "Fiskarn" Johansson, Sten-Olof "Loli" Sandström, Ari Holopainen och Daniel Andersson. Numera heter stjärnorna i laget Johan Löfstedt, Joel Broberg, Christoffer Edlund, Erik Säfström, Martin Karlsson och Martin Hammarberg.
Klubben gjorde debut i Sveriges högsta division säsongen 1966/1967, och har spelat oavbrutet där sedan säsongen 1968/1969. I Svenska cupen slutade man på andra plats 2008, efter finalförlust mot Edsbyns IF. Säsongen 2009/2010 startade laget mycket bra med nio raka segrar innan Sirius bröt den sviten på Studenternas IP. Säsongen avslutades sedan med semifinal mot Hammarby där det blev respass, detta efter att man slagit ut 2000-talets giganter Edsbyns IF efter fem tuffa matcher.
Säsongen 2018–2019 började med en träningsmatch mot ett helt nytt landslag, Storbritannien (det lag som vann EM 1913 representerade bara den största landsdelen England).
I oktober 2018 vann man World cup för första gången.
Damlaget blev svenska mästare för första gången säsongen 2020–2021, och försvarade guldet säsongerna 2021–2022, 2022–2023 och 2023–2024.
Herrlaget vann även Svenska cupen åren 2016, 2020, 2021, 2022, 2023 och 2024. Damlaget vann Svenska cupen åren 2020, 2021 och 2022.

## Spelartrupp
A-lag säsongen 2021/22:. 
| Nr | Land    | Pos | Namn               |
| -- | ------- | --- | ------------------ |
| 6  | Sverige | MF  | Martin Karlsson    |
| 7  | Sverige | A   | Joel Broberg       |
| 8  | Sverige | F   | Ludvig Johansson   |
| 9  | Sverige | F   | Felix Pherson      |
| 21 | Sverige | A   | Christoffer Edlund |
| 12 | Sverige | A   | Tim Persson        |
| 14 | Sverige | MF  | Alexander Härndahl |
| 66 | Sverige | F   | Alexander Karlgren |
|    |         |     |                    |
| 23 | Sverige | MF  | Johan Löfstedt     |
| 24 | Sverige | F   | Martin Johansson   |
| 26 | Sverige | MF  | Karl Tagesson      |
| 58 | Sverige | F   | Erik Säfström      |
|    |         |     |                    |
| 77 | Sverige | MV  | Anton Johansson    |
| 88 | Sverige | MV  | Jesper Thimfors    |
| 92 | Sverige | F   | Petter Björling    |
| 22 | Sverige | F   | Martin Andreasson  |

## Historia
Klubben bildades den 18 januari 1934 som Villa BK på Lockörn strax utanför Lidköping, där den gamla klubbstugan fortfarande ligger. Klubbnamnet härrör sig från herrgården Villa Giacomina, som ligger alldeles i närheten. Emanuel Nilsson valdes till klubbens förste ordförande. I första matchen, mot Söne, vann man med 10–0, men därefter förlorade man mot Råda, Lundsbrunn och Järpås.
1935 tog klubben initiativet till en pokalserie för Lidköpingsorten, där övriga deltagande lag var Solhagen, Melby, Tun och Söne. Villa BK vann överlägset serien, som kommande säsong kom att utökas med Järpås och Råda, men Villa BK fortsatte dock att vinna. A-laget ansågs senare för starkt för pokalserien, och i stället fick B-laget träda till medan representationslaget efter medlemskap i Västergötlands Bandyförbund fick delta i Skaraborgsserien. 1938 lyckades Villa BK hålla sig kvar. Säsongen 1938/1939 avbröts Skaraborgsserien på grund av en mul- och klövsjukeepidemi.

### 1940-tal
- 1941 spelade slutade representationslaget på femte plats i Norra Västgötaserien, medan B-laget avancerade till Västra Skaraborgsserien.
- Säsongen 1944/1945 vann Villa BK Norra Västgötaserien men i kvalet till Division II förlorade man med 0–1 mot Sjödalens IK. B-laget vann samma år Skaraborgsserien. Följande säsong slutade A-laget på tredje plats.
- 1946 spolades is på Lockörn. Ändå föll A-laget ur Norra Västgötaserien. I Skaraborgsserien vann man dock följande säsong, efter att ha gått genom serien obesegrade och målkvoten 30–1. Samtidigt ställde klubben för första gången upp med juniorlag.
- Åter i Norra Västgötaserien slutade man på andra plats och fick kvalspela mot IFK Kungälv, mot vilka man fick styrk med 0–4. 1949 grävdes Villa bandygryta, som togs i bruk 1950.

### 1950-tal
- 1951 revolutionerades det svenska seriesystemet för bandy. Villa BK placerades i Division IV, och vann serien och nådde Division III.
- 1955 vann man Division III och fick kvalspela, där man drabbades av två raka förluster, 0–2 och 2–4, mot Gripens BK
- 1956 samlades ungdomar till klubbens första pojklag, medan juniorlaget vann klubbens allra första distriktsmästerskap. Efter en så kallad generationsväxling 1955–1959 lyckades man 1960 vinna serien och flyttades direkt upp till Division 2. De första åren ï Division 2 var framgångsrika, med placeringar som tvåa, sexa och trea. 1961 vann klubben samtliga distriktsmästerskapstecken (seniorer, juniorer och pojkar).

### 1960-tal
- Säsongen 1963/1964 vann klubben Division 2, och kvalade till Division I, som då var Sveriges högsta division i bandy. I kvalspelet slog man IFK Askersund med 1–0, men föll med 1–3 mot Vetlanda BK och missade avancemang.
- Den 1 november 1964 invigdes Lidköpings Isstadion, och 1966 kvalspelade man på nytt till Division I, där Åtvidabergs BK slogs tillbaka med 4–1 och 7–2. I Division I säsongen 1966/1967 slutade man sist i södergruppen och flyttades åter ner till Division II. 1968 kvalspelade man på nytt till Division I, och började med att bortaslå Lesjöfors IF med 2–1 men i returen hemma i Lidköping förlorade man med 2–3 inför 4 444 åskådare och en tredje och avgörande match fick spelas på neutral plan i Örebro där Villa BK vann med 4–3 och åter nådde Division I. I Division I slutade man på sjätte plats säsongen 1968/1969 och sjunde plats säsongen 1969/1970, och lyckades därmed hålla sig kvar.

### 1970-tal
Säsongen 1970/1971 nådde klubben för första gången SM-slutspel efter att ha slutat på tredje plats i Division I södra. I kvartsfinalspelet förlorade man första matchen med 1–6 mot Västanfors IF för att sedan slå samma lag med 4–1 och 3–2, vilket betydde semifinalspel där man ställdes mot Falu BS. I första matchen hemma, inför över 7 100 åskådare, vann man med 5–3 för att därefter förlora med 2–5 (förlängning) och 2–4 och bli utslagna. De tre följande säsongerna missade man SM-slutspelet.
Säsongen 1974/1975 slutade man på fjärde plats i Division I södra och fick spela kvartsfinaler mot Brobergs IF som man började med att bortaslå, 3–2. Vid returen i Lidköping inför nya publikrekordet 7 474 åskådare vann man med 2–1. I semifinalspelet mot Sandvikens AIK förlorade man först med 2–5 borta, men vann hemma med 6–4. Vid tredje och avgörande matchen i Katrineholm låg man under med 1–3 men vände till först 3–3 innan Carl-Gunnar Fasth slog in 4–3 för Villa BK en minut före full speltid och Villa BK gick vidare. I finalen på Söderstadion i Stockholm färdades över 10 000 Skaraborgare dit med bil, buss och tåg för att heja fram Villa BK mot Ljusdals BK. Publikrekord slogs, och Ljusdals BK vann med 8–4 efter 4–0 i halvtid.
Säsongen 1975/1976 slutade Villa BK på åttonde plats i Division I södra och klarade sig kvar på bättre målskillnad än Värmbols GoIF, men bara några minuter före slutsignal såg det ut som om Villa BK skulle åka ur serien innan Surte SK vann sin match med 7–5 och räddade kvar Villa BK.
Villa BK gick även till SM-slutspel säsongerna 1976/1977 och 1979/1980 men noterades för kvartsfinalförluster mot Sandvikens AIK respektive Selånger SK.

### 1980-tal
Säsongen 1980/1981 slutade Villa BK på andra plats i Division I södra och spelade kvartsfinaler mot Sandvikens AIK. Efter förlust borta, 1–5, och seger hemma, 4–1, fick man Sandvikens AIK avsluta hemma och ledde med 3–1 innan Villa BK under sista halvtimmen, med Christer Kjellqvist som stor matchvinnare, vände och vann med 7–3. I semifinalerna mot Selånger SK förlorade Villa BK med 2–3 i sudden death mot hemma inför nya publikrekordsiffran 8774 och med 2–5 borta, och åkte ur.
Säsongen 1981/1982 hade det svenska seriesystemet lags om, Sveriges högsta division officiellt blivit Allsvenskan. Villa BK vann södergruppen och därmed för första gången som grundserien i Sveriges högsta division. I kvartsfinalerna förlorade man dock med 0–2 i matcher mot Brobergs IF.
Säsongen 1982/1983 slog man ut Brobergs IF med 2–0 i matcher i kvartsfinalerna, och IFK Motala med 2–0 i matcher i semifinalerna. Återigen strömmade supportrar Skaraborgs län till finalen mot IF Boltic i Stockholm, 18110 vilket innebar nytt publikrekord på Söderstadion. Matchen slutade 0–0, och i förlängningen vann IF Boltic med 5–0 och blev svenska mästare.
Säsongen 1983/1984 slutade man på tredje plats i Allsvenskan södra, efter att bland annat ha bortaslagit Selånger SK med 10–1 den 11 februari 1984 för att dagen därpå förlora med 3–12 mot Ljusdals BK borta. Denna säsong blev man dock, med 114 gjorda mål, allsvenskans målfarligaste lag för tredje säsongen i rad. Man fick också tre juniorvärldsmästare i bandy, Mikael Forsell, Jonas Andersson och Anders Karlsson. Villa BK:s juniorlag tog J-SM-silver (bland 55 lag), De la Gardieskolan vann skol-SM, och Villa BK startade damlag i bandy. Samma säsong lämnade Sven Friman styrelsen efter 45 år.
Säsongen 1984/1985 gick Villa BK till SM-slutspel efter seger mot IFK Motala med 7–5 på hemmaplan i grundseriens sista omgång. I kvartsfinalerna mot Brobergs IF förlorade man dock med 1–2 i matcher, efter att ha vunnit den första med 4–3 förlorade man sedan med 0–7 och 4–14. Villa BK gjorde dock 115 mål i grundserien och blev för fjärde säsongen i rad Allsvenskans målfarligaste lag. B-laget tog SM-silver, medan damlaget vann rinkbandy-SM. Villa BK toppade även Allsvenskans publikliga, och Christer Kjellqvist, Mikael Arvidsson, Mats Bergqvist och Mikael Forsell togs alla ut i det svenska landslaget.
Säsongen 1985/1986 gick man åter till SM-slutspel, där man förlorade i kvartsfinalerna mot Selånger SK med 1–2 i matcher (1–3, 4–1, 2–8). Man gick dock uppåt i maratontabellen för Sveriges högsta division i bandy, och nådde 13:e plats efter 19 säsonger där. Man toppade även publikligan, med 2 049 åskådare i snitt. Claes Malmqvist utsågs av domarna till "Årets gentleman".
Säsongen 1986/1987 missade man SM-slutspelet efter en femteplats i Allsvenskan södra. Flera av spelarna bytte klubbar på grund av studier och arbete: Micke (IFK Motala), Christer Kjellqvist (Sirius), Jonas Andersson (IF Boltic), Anders Karlsson (Karlstad-Göta), Olle Isaksson och Jan Abrahamsson till Lidköpings AIK. Damlaget blev denna säsong svenska rinkbandymästare, efter finalseger mot IF Boltic med 8–6. Villa BK deltog denna säsong även i en bandyturnering i Moskva. Mikael Arvidsson, nu i IFK Motala, utsågs denna säsong till "årets spelare".
Säsongen 1987/1988 slutade man 3:a i Allsvenskan södra och var nära seriesegern då endast två poäng skilde mellan 1:an och 3:an, i nämnd ordning IF Boltic, Vetlanda BK och Villa BK. Man gick vidare till den nyinrättade Elitserien. I SM-slutspelet slog man först ut Selånger SK med 3–0 i matcher (4–3, 3–0, 2–1). I semifinalerna förlorade man dock mot IF Boltic 3–4, 3–8. Villa BK utsågs denna säsong till Allsvenskans justaste lag. Efter 21 säsonger i Sveriges högsta division nådde man nu en 12:e plats i dess maratontabell. Christer Andersson gjorde Villa BK:s 1500:e mål i Sveriges högsta division. Juniorlaget vann Elitserien för juniorer, Pojklaget vann allsvenska serien för 17-åringar. De la Gardieskolan med 9 av Villa BK:s juniorer vann skol-SM. Villa BK var åter i publiktoppen med i snitt 2 734 åskådare per match.
Säsongen 1988/1989 slutade man på tredje plats i Allsvenskan södra, och sexa i Elitserien innan man i SM-kvartsfinalerna slogs ut av Selånger SK. Samma säsong slutade 17-årspojkarna på tredje plats i svenska pojkmästerskapet.
Säsongen 1989/1990 slutade man på tredje plats i Allsvenskan södra, och sjua i Elitserien, och i förkval till SM-slutspelet fick man möta IFK Vänersborg och vann med 3–1 och 7–2. I kvartsfinalerna mot IF Boltic vann man med 3–0 i matcher (3–1, 5–3, 6–4) innan man förlorade mot Västerås SK med 0–2 (3–5, 1–5) i semifinalerna. Villa BK vann dock fair play-ligan återigen och toppade Allsvenskans publikliga för 17:e gången. Juniorlaget slutade på 2:a plats i J-SM-slutspelet. Klubbens 17-årspojkar blev svenska mästare genom att finalslå Edsbyns IF med 7–3. Torbjörn Sandström och Peter Broberg blev denna säsong juniorvärldsmästare.

### 1990-tal
Inför säsongen 1990/1991 värvade man den norske landslagsspelaren Ole Blom från Solbergs SK i Norge. A-laget hamnade på 5:e plats i Allsvenskan södra och missade Elitserien, dock vann man Allsvenska fortsättningsserien och fick kvalspela mot Ale-Surte SK om en SM-slutspelsplats. Villa BK vann båda matcherna, 6–3 och 8–2, men blev i kvartsfinalerna utslagna mot Västerås SK efter 2–5 i matcher (3–1, 3–1, 2–5, 2–3, 0–5). Mikael Arvidsson gjorde denna säsong sin 300:de allsvenska match, och juniorlaget slutade 3:a i J-SM.
Säsongen 1991/1992 slutade man 3:a i Allsvenskan södra och 6:a i Elitserien. I kvartsfinalerna förlorade man återigen mot Västerås SK, denna gång efter 1–3 i matcher (4–8, 3–2, 1–7, 1–3). Klubben hade nu avancerat till 9:e plats i maratontabellen för Sveriges högsta division i bandy. Klubben var denna säsong publikbäst i Allsvenskan för 19:e gången av 25. Damlaget medverkade i World Cup i Oslo, och slutade 3:a. U-laget blev 3:a i SM. Tobias Dahlberg blev dubbel världsmästare, då han ingick i de svenska VM-segrande pojk- och juniorlandslagen. Villa BK:s 17-åringar blev dock utslagna i semifinalspel mot Västerås, 1–3.
Säsongen 1992/1993 slutade man 2:a i Allsvenskan södra och 6:a i Elitserien. I slutspelet gick man till semifinal mot IF Boltic och efter att ha förlorat första matchen med 4–6 i Karlstad och därefter vunnit med 4–3 efter förlängning hemma i Lidköping blev det avgörande match i Karlstad, där man ledde med 2–1 då två minuter återstod av förlängningen. IF Boltic kvitterade, och därefter blev och det straffslagsläggning där IF Boltic vann med 6–2. Juniorlaget slutade denna säsong 2:a i SM efter finalförlust mot Edsbyns IF med 5–6. Samtidigt firade klubbens knatteserie 30 år, med samma ledare: Roland Andersson. Klubben röstades fram till Sveriges populäraste bandylag genom AB Tipstjänsts "Lyckosparken" och klubben fick 120 000 SEK.
Säsongen 1993/1994 slutade man 4:a i Allsvenskan södra på 13 poäng, och 5:a i Elitserien med 6 poäng. I SM-slutspelet förlorade man mot IK Sirius med 0–3 i matcher (2–4, 1–2 efter förlängning, 4–5). Jörgen Gustafsson spelade den 14 januari 1994 sin 100:e match i hemmamatchen mot Vetlanda BK (2–5). Inför säsongen startade man även farmarlaget BK Kinnevik som spelade i Division 2 mellersta Götaland och slutade på 3:e plats efter Elles IF och Otterbäckens BK. Ledarteamet bestod av Lars Nordh, Christer Persson och Per Sandsjö. Damlaget vann denna säsong Division 1 och avancerade till Allsvenskan.
- På ungdomssidan var säsongen också framgångsrik, med fseriesegrar, fyra cupsegrar, semifinal i Bandyaden, juniorlaget gick till semifinal i SM-slutspelet och SJ Cup. Sju av spelarna i 16-årslaget var även med och blev svenska riksmästare för Västergötlands Bandyförbund. Jonas Gustafsson, Daniel Behlander och Tobias Dahlberg tog J-VM-silver med Sverige.
- Den 9 april 1994 firade klubben 60-årsjubileum som började på Restaurang Näcken klockan 14.00 och samlade omkring 200 deltagare.

Säsongen 1994/1995 slutade man 4:a i Allsvenskan södra och 5:a i Elitserien. I SM-kvartsfinalen mötte man Sandvikens AIK och förlorade med 2–7 borta och 2–6 hemma. Mikael Arvidsson gjorde den 12 februari 1995 sin 400:e match borta mot IF Boltic. Christer Kjellqvist gjorde 300:e match den 28 december 1994 borta mot IFK Kungälv. Jonas Andersson gjorde sin 300:e match borta mot Edsbyns IF den 8 februari 1995. Peter Broberg gjorde den 20 november 1994 sin 100:e match borta mot Örebro SK. Anders Ahlén medverkade i svenska landslagets VM-seger i Roseville, Minnesota, USA där man slog Ryssland med 6–4 i finalmatchen. Damlaget åkte denna säsong ur Allsvenskan. BK Kinnevik vann denna säsong Division 2 Västra götaland och nådde Division 1.
Säsongen 1995/1996 hade träningsmatcherna försenats på grund av kommunalstrejk i Sverige, och vid World Cup fick man stryk av Ljusdals BK i kvartsfinalen med 2–5. Martin Arvidsson och Tobias Dahlberg passerade denna säsong 100-gränsen i antalet matcher. 
- Damlaget var nära att nå Elitserien men fick ge sig på mållinjen mot Nässjö IF som vann Division 1 södra på bättre målskillnad.
- Farmarlaget BK Kinnevik slutade 7:a i Division 1 västra.

Säsongen 1996/1997 slutade man 4:a i Allsvenskan södra och åtta i Elitserien. I slutspelet förlorade man i kvartsfinalerna mot Västerås SK (1–12, 4–6, 4–11). Denna säsong deltog Martin Arvidsson i svenska landslagets olika VM-läger under säsongen. Han deltog bland annat i Team Viking Lotto Cup och var reserv på hemmaplan under VM 1997 i Sverige, där Ari Holopainen blev bronsmedaljör för Finlands landslag.
- Peter Karlsson och Jonas Stern blev guldmedaljörer för Sverige i nordiska mästerskapet för U 19-lag i Finland. Pär Gustafsson deltog i svenska U 23-landslaget under Viking Lotto Cup.
- Andreas Karlsson och Johan Brissman blev silvermedaljörer i VM för U 17-landslag i Nässjö.
- BK Kinnevik slutade åtta i Division 1 och fick kvala mot Sjöviks BK och Otterbäckens BK för att hålla sig kvar i Division 1. Man gick obesegrade igenom kvalspelet, och fick därmed stanna kvar i Division 1.
- Peter Karlsson blev denna säsong utsedd till årets junior av Svenska Bandyförbundet och Expressen.

Säsongen 1997/1998 slutade man 3:a i Allsvenskan södra och åtta i Elitserien. I SM-slutspelets förkval besegrade man Ljusdals BK (3–2, 7–3) för att i kvartsfinalerna ställas mot Sandvikens AIK där man förlorade med 2–3 i matcher.
- Jörgen Gustafsson, Tommy Thomsen och Peter Broberg passerade 200 spelade matcher i Sveriges högsta division i bandy, och Ari Holopainen spelade landskamper för sitt Finland.
- BK Kinnevik åkte ur Division 1 och hamnade i Division 2.
- Damlaget blev trea i Division 1, medan flicklaget slutade trea i SM-slutspelet.
- Olof Strömberg och Erik Ahlgren var med det svenska U-19-landslag som tog VM-silver.
- Klubben tog sitt fjärde SM-guld genom Trimlaget, spelare över 35 år. I finalen besegrade man Edsbyns IF med totalt 11–9 (vinst med 8–3 hemma och förlust borta.
- I augusti 1998 stod de nya klubb-, kansli- och förrådslokalerna färdiga i ishallen. A-laget fick ett eget omklädningsrum med tillhörande utrymmen, tvätt- material med mera.

Säsongen 1998/1999 slutade man 6:a i Allsvenskan södra och 2:a i allsvenska fortsättningsserien. Man hade problem med sjuka och skadade spelare, bland annat deltog bara fem ur den ordinarie uppsättningen då man den 14 december 1998 förlorade med 1–5 borta mot Katrineholms SK. I SM-slutspelets förkval besegrade man Ljusdals BK (10–4, 6–4) för att i kvartsfinalerna ställas mot Falu BS där man förlorade med 0–3 i matcher.
- Ari Holopainen och Fredrik Andersson passerade båda 100 matcher. Anders Karlsson passerade 300 matcher och Jonas Andersson gick upp i topp i antalet gjorda matcher, 405. Ari Holopainen tog även blev VM-silver för Finland vid VM 1999 i Ryssland.
- Anton Gustafsson tog VM-guld för 17-åringar med Sverige, och utsågs till turneringens bäste målvakt i finalen. Johan Brissman blev nordisk mästare för 19-åringar med Sverige, och turneringens skyttekung.
- Kinnevik slutade 4:a i Division 2 västra. Damlaget slutade denna säsong 2:a i Division 1.

Säsongen 1999/2000 slutade man på sjätte plats i såväl Allsvenskan södra som allsvenska fortsättningsserien. Man tvingades kvala för att hålla sig kvar, och lyckades med det efter 5 raka segrar och +27 målskillnad. Man slog bland annat Vargöns BK med 2–11 på Isstadion i Vänersborg.

### 2000-tal
Säsongen 2000/2001 slutade man 6:a återigen i Allsvenskan södra, för att i Elitserien sluta 3:a och därmed hålla sig kvar.
- BK Kinnevik slutade denna säsong 5:a i Division 2 västra.
- Juniorlaget blev 2:a i Allsvenska juniorserien och klara för SM-slutspel där man förlorade mot Nässjö IF i kvartsfinalen.
- U 17-pojklaget kvalificerade sig för SM-slutsp, efter seger mot IFK Kungälv i kvartsfinal. I semifinalen vann med mot Nässjö IF, för att i finalen förlora mot Värmbol-Katrineholm BK med 0–8.
- Flicklaget tog sig till SM-slutspel i Strömsbro men fick stryk av Edsbyns IF i finalen.
- Klubben representerades denna säsong av flera spelare i de olika svenska landslagen. Jörgen Gustavsson i svenska A-landslaget och Ari Holopainen i finländska landslaget. Anton Gustavsson och Magnus Burman blev nordiska mästare för juniorer. Mattias Jansson deltog i det svenska pojklandslaget för 17-åringar, med vilket han blev världsmästare.
- På damsidan deltog Elin Eriksson i svenska damlandslaget. I svenska flicklandslaget för 17-åringar deltog Carolina Holmberg, Caroline Berling och Jenny Karlsson
- I den 37:årgången av Villacupen deltog 24 lag, och i den äldre gruppen segrade Lidköpings AIK och i den yngre Nässjö IF.

Säsongen 2001/2002 slutade man 3:a i Allsvenskan södra och 5:a i Elitserien, innan man i kvartsfinalerna förlorade mot Falu BS med 2–3 i matcher. På ungdomssidan blev klubben genom såväl juniorlag som pojklag blev svenska mästare.
- Damlaget slutade 4:a i Elitserien, och slogs i SM-slutspelet ut mot Västerstrands AIK i semifinalen.
- Klubben var även representerad i ett flera olika landslag genom spelare och tre biträdande förbundskaptener. Stefan Norden spelade för i svenska A-landslaget i Russian Government Cup. De biträdande förbundskaptenerna var Anders Abrahamsson för svenska U-19-landslaget, Claes Malmqvist för svenska U-17-landslaget och Mikael Arvidsson för svenska U-15-landslaget. Klubben fick även tre juniorvärldsmästare för Sverige,  Gabriel Bridholm, Johan Andersson och Johan Malmqvist.
- Elin Eriksson deltog i svenska damlandslaget, Sara Jarl i svenska U-23-landslaget och Jenny Karlsson, Carolina Holmberg och Caroline Berling i svenska U-19 landslaget.
- Årets upplaga av Villacupen lockade 26 lag i två åldersgrupper, där både grupperna vanns av Lidköpings AIK.
- Publiksnittet hade ökat och låg på 2 399 åskådare i snitt per match.
- Klubben historia i bokform, nedtecknad av Roland Andersson, kom ut inför säsongen 2001/2002 och hette "Från Hôla till Söderstadion".
- Klubben Villas vänner började lånade ut en insats på 1 500 kronor till klubben, för att finansiera nya spelarköp.

Säsongen 2002/2003 slutade man 4:a i Allsvenskan södra och 7:a i Elitserien. I förkvalet till SM-slutspelet slog man ut Ljusdals BK med 3–2 borta och 4–3 hemma. I kvartsfinalerna mot Sandvikens AIK förlorade man med 0–3 i matcher. Säsongen totala publiksiffra blev 27 992 åskådare, i snitt 1 994 per hemmamatch.
- BK Kinnevik slutade 6:a i grundserien av Division 2 Västra Götaland, och 2:a i fortsättningsserien.
- U 19-laget blev seriesegrare, men slogs i SM-slutspelet ut av blivande svenska mästarna Vetlanda BK. U 17-laget slutade 3:a i seriespelet och missade SM-slutspelet.
- Klubben stod även för de flesta spelarna i De la Gardiegymnasiets lag som blev svenska skolmästare för andra säsongen i följd.
- Damlaget slutade 5:a i Allsvenskan och 6:a i Elitserien, och därmed missade man SM-slutspelet.
- På ungdomssidan hade klubben sju lag i seriespel i åldrarna 9–15 år.
- Klubben representeratdes på förbunds- och landslagsnivå av både ledare och spelare på både. Anders Abrahamsson var biträdande förbundskapten för det svenska U-19-landslaget och Mikael Arvidsson för det svenska U-15-landslaget.
- Västergötlands Bandyförbund utsåg Claes Malmqvist till årets ledare och David Karlgren till årets spelare i distriktet. Till årets junior utsågs Johan Malmqvist och Camilla Lundmark till distriktets damspelare.
- Villacupen arrangerades av ungdomssektionen för 37:e gången, och 21 lag deltog i två åldersgrupper där värdklubben vann den äldre gruppen medan Lidköpings AIK vann den yngre.
- Skolturneringen "Bästa trean" för Lidköpings kommun spelades för 15:e gången, och Stenportskolan vann.
- Klubben fick även förtroende av Svenska Bandyförbundet att anordna en bandylandskamp mellan Sverige och Ryssland på Lidköpings Isstadion fredagen den 10 januari 2003, där Ryssland vann med 8–4 inför 914 åskådare.
- Klubben hade även anställt en ny klubbchef, Thomas Björkståhl, som började den 2 juni. Ny tränare för laget blev Anders Bridholm, länge målvakt som blivit både svensk mästare och världsmästare flera gånger.

Säsongen 2003/2004 slutade man 3:a i Allsvenskan södra och 7:a i Elitserien. I förkvalet till SM-slutspelet förlorade man mot BS BolticGöta (3–6, 3–5). Säsongens publiksiffra på hemmamatcherna var 25 373 åskådare, i snitt 1 952 per match.
- Under säsongen har Marcus Sixtensson, Jonas Gustafsson och David Karlgren passerat 100 matcher för klubben. Ingen spelare deltog i det svenska A-landslaget, men däremot deltog flera av klubbens ungdomar i utvecklingslandslag, juniorlandslag och U17-landslag.
- BK Kinnevik slutade trea i Division 2 Västergötland och trea i playoff.
- U 19-laget blev seriesegrare och gick därmed till SM-slutspel. I de två semifinalerna mot Nässjö IF gick man vidare till SM-final på Studenternas IP i Uppsala där man slog Köpings IS med 9–5. U-17-laget slutade på femte plats i seriespelet och missade SM-slutspelet. De La Gardiegymnasiet, med nästan enbart spelare från Villa Lidköping BK, blev svenska skolmästare för skollag för tredje säsongen i följd.
- Damlaget slutade på sjätte plats i Allsvenskan. Carolina Holmberg deltog i det svenska U 21-landslaget och Elin Eriksson svenska damlandslagets reserv på hemmaplan. Carolina Holmberg utsågs till även "årets damspelare" i distriktet.
- Klubben hade två biträdande förbundskaptener, Anders Abrahamsson för det svenska U-19-landslaget, och Mikael Arvidsson för det svenska U-17-landslaget.
- Västergötlands Bandyförbund belönade klubbens Ingemar Sixtensson som årets ledare och Gustav Lannerås som "årets junior" i distriktet.
- Klubben hade nio pojklag i seriespel, samt den interna knatteserien för pojkar och flickor med omkring 55 ungdomar.
- Den 39:e upplagan av Villacupen arrangerades av ungdomssektionen och de 21 lagen var indelade i två åldersgrupper, där Gripen Trollhättan BK vann grupp I och IFK Vänersborg grupp II.
- I skolturneringen Bästa trean, som spelades för 16:e gången, vann Månesköldskolan 3 B.

Säsongen 2004/2005 slutade man 2:a i Allsvenskan södra och vann Elitserien. I kvartsfinalerna slog man ut Broberg/Söderhamn Bandy innan man i semifinalerna fick stryk av Edsbyns IF.
- Säsongens publiksiffror på hemmamatcherna var totalt 42 898, i snitt 2 523 åskådare per hemmamatch.
- Under säsongen passerade Jörgen Gustafsson 400 matcher i Sveriges högsta division, Mattias Nilsson 200, Pär Gustafsson och Johan Andersson och 100. Johan Andersson spelade för svenska A-landslaget, som vann VM 2005 i Ryssland. Ari Holopainen spelade för Finlands A-landslag och Tomas Moen i Norges A-landslag. Flera spelare togs ut för spel i utvecklingslandslag, juniorlandslag och P-17-landslag.
- Genom ett samarbetsavtal med Lidköpings AIK deltog några spelare från A-truppen i Lidköpings AIK A-lagsmatcher, vilket innebar att BK Kinnevik inte spelade under säsongen.
- P-19-laget och P-17-laget missade båda att gå SM-slutspel, efter tredje- respektive femteplatser i seriespel. De la Gardiegymnasiet, med många spelare från Villa Lidköping BK, blev svenska skolmästare för fjärde året i rad.
- Ungdomsverksamheten inledde säsongen med Villadagen den 25 september 2004 på Sjölunda där cirka 75 ungdomar i åldrarna 7–15 år deltog. I "bästa 3:an" deltog 15 lag. I Knatteserien deltog omkring 35 pojkar och flickor. I seriespel deltog 9 lag från P 9, P 11, P 13 och P 15 deltagit med blandade framgångar. I Villacupen, som för första gången spelades över två dagar, deltog 27 lag i två åldersgrupper och klass 1 vanns av Järhaga SK medan Villa Lidköping BK vann klass 2. Den 6 april 2005 hölls ungdomssektionens avslutning med omkring 300 deltagare.
- Damlaget slutade 6:a i Allsvenskan och 6:a i Elitserien, och missade därmed SM-slutspelet. Evelina Eriksson deltog i det svenska F 17-landslaget och blev också utsågs till "årets flicka" i svensk bandy. En grupp med yngre flickor fanns i träning, men deltog ej seriespel.

Säsongen 2005/2006 slutade man 3:a i Allsvenskan södra och 7:a i Elitserien. I förkvalet till slutspelet ställdes man mot Falu BS, och spelade 4–4 borta och förlorade med 3–5 hemma. Säsongens publiksiffror på hemmamatcherna blev totalt på 18 567, i snitt 1 428 per match
- Under säsongen passerade Martin Arvidsson 300 matcher i Sveriges högsta division, och Ari Holopainen 200 matcher för Villa Lidköping BK. Ari Holopainen spelade för Finlands landslag och Marius Austad och Tomas Moen för Norges landslag.
- Flera av klubbens spelare deltog i utvecklingslandslag och juniorlandslag. De la Gardiegymnasiet, med flera spelare från klubben, deltog i svenska skolmästerskapet och vann Kronprinsens pokal för femte säsongen i rad.
- Ungdomsverksamheten inledde säsongen med Villadagen den 25 september 2005 på Sjölunda där cirka 100 ungdomar i åldrarna 7–15 år deltog. Lidköpings skolturnering "Bästa trean" deltog 18 olika skolklasser, då Villa Lidköping BK för 15:e året anordnade denna turnering.
- I Knatteserien deltog omkring 45 pojkar och flickor upp till 10 år.
- I seriespel hade klubben 10 lag, P 9-P 15. I Villacupen, som avslutade bandysäsongen för ungdomarna, deltog 24 olika lag från Västsverige i två åldersgrupper.
- Damlaget spelade i Elitserien och slutade 6:a. Evelina Eriksson deltog i det svenska i F 19-landslaget. En grupp yngre flickor fanns funnits i träning, men deltog ej deltagit i seriespel.

Säsongen 2006/2007 slutade man 4:a i Allsvenskan södra och 7:a i Elitserien. I förkvalet till SM-slutspelet mötte man Broberg/Söderhamn Bandy och förlorade både på bortaplan (4-11) och hemmaplan (3–6). Säsongens publiksiffror på hemmaplan stannade totalt på 18 939 åskådare, i snitt 1 457 per match. Under säsongen passerade Jonas Gustafsson och Peter Karlsson 200 matcher för Villa Lidköping BK. Marius Austad spelade för Norges A-landslag.
- Flera spelare medverkade i utvecklingslandslag. Genom samarbetsavtalet med Lidköpings AIK deltog några spelare från A-truppen i Lidköpings AIK:s A-lagsmatcher, och två P 19-lag deltog i seriespel.
- Ungdomsverksamheten inledde säsongen med Villadagen den 30 september 2006. I skolturneringen "Bästa trean" deltog 16 lag från Lidköpings kommuns skolor. I seriespel hade villa Lidköping BK flicklag samt P 9-P 16. I säsongens upplaga av Villacupen deltog 20 lag i två åldersgrupper, 11 och 13 år. I klass 1 vann Villa Lidköping BK blå medan Villa Lidköping BK 2 vann i klass 2. Per-Anders Åhs, Jonas Johansson, Viktor Bergqvist och Fredrik Bylerius var ledare för Västergötlands P 15- och P 13-distriktslag. Klubbens ungdomsledare Jonas Johansson tilldelades Allsvenska serieföreningens ungdomsledarstipendie. Lena Lannerås ersatte den 1 augusti Thomas Björkståhl som klubbchef, då denne övergick till annan verksamhet.

Säsongen 2007/2008 slutade man på 5:e plats i den inför säsongen nyinrättade Elitserien, medan man förlorade kvartsfinalserien mot Hammarby IF med 1–2 i matcher. Säsongens publiksiffror på hemmamatcherna blev totalt 24 545 personer och totalt 1 753 åskådare per match.
- Patrik Hellman och Daniel Andersson passerade 100 matcher för Villa Lidköping BK.
- Genom samarbetsavtalet med Lidköpings AIK deltog några spelare från A-lagstruppen i Lidköpings AIK:s A-lag. Samarbetet omfattade också juniorlaget, där de båda klubbarna hade ett gemensamt lag i seriespel.
- Ungdomsverksamheten inledde säsongen med Villadagen den 29 september 2007. I seriespel hade klubben 13 lag från flickverksamhet, P 9, P 11, P 13, P 15 och P 17.
- Säsongens upplaga av Villacupen ställdes in på grund av för få anmälda lag.
- Per-Anders Åhs var ungdomsansvarig i Västergötland. Viktor Bergqvist och Fredrik Bylerius var varit ledare för Västergötlands P 15- och P 13-lag.
- Klubbchefen Lena Lannerås övergick till annan verksamhet och ersattes av Jonas ”Sparris” Johansson från den 1 augusti 2008. I Svenska cupen 2008 slutade man på andra plats, efter segrande Edsbyns IF.

Säsongen 2008/2009 slutade man på 10:e plats i Elitserien och missade slutspel.
- Publiksnittet stannade på 1469(totalt 19093)
- Det nystartade B-laget, bestående av unga spelare och före detta elitspelare som slutat, vann div 2 Västergötland.
- Det var sista hela säsongen som spelades på Lidköpings Isstadion.
- Jesper Bryngelson vann interna skytteligan på 34 mål
- Mattias Nilsson gjorde sin 300:e match för Villa.
- Daniel Skoog gjorde sin 100:e match för Villa.
- Daniel Andersson representerade Sverige i Russian Goverment Cup

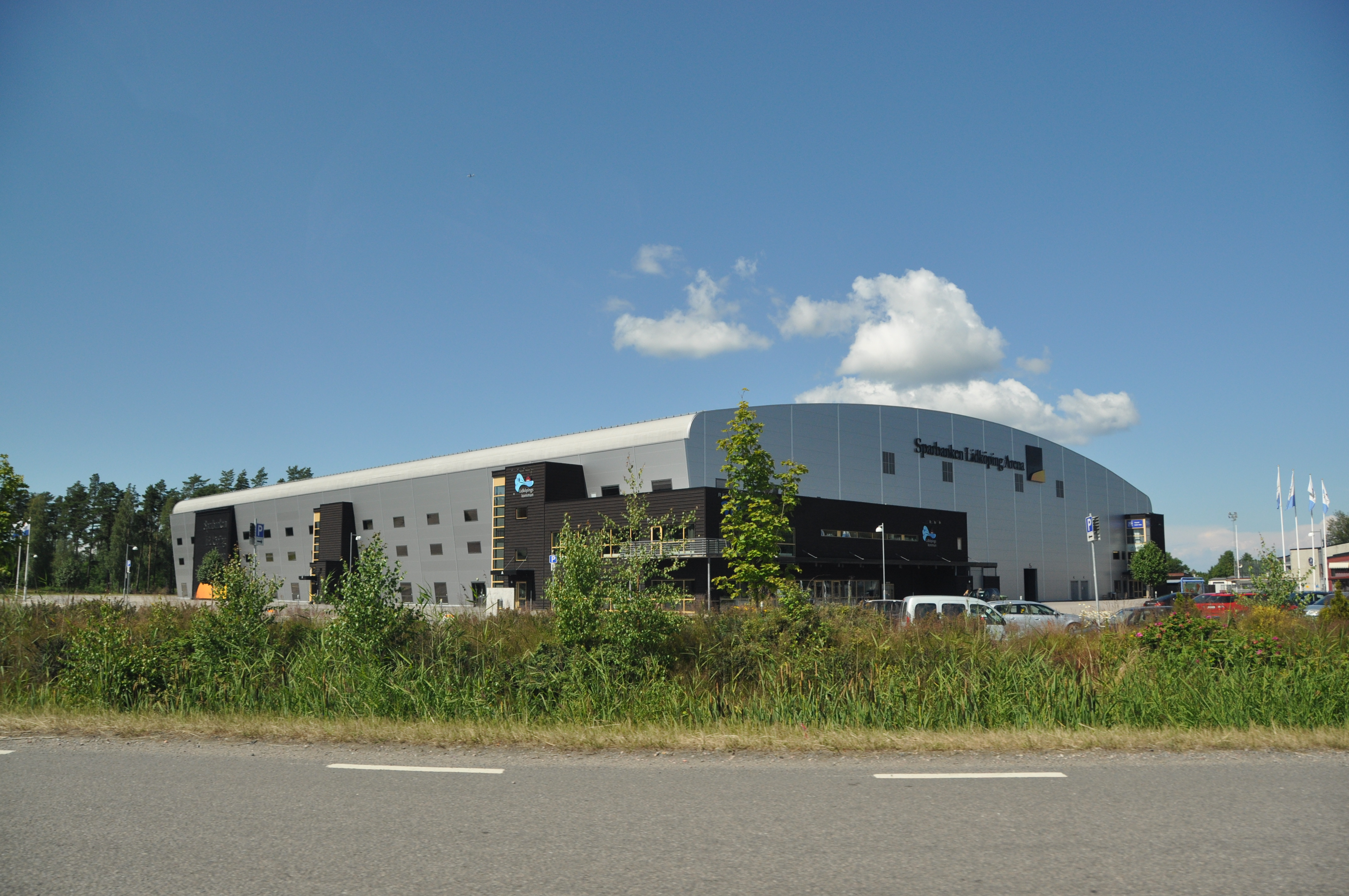
Sparbanken Lidköping Arena

Säsongen 2009/2010 slutade man på 4:e plats i Elitserien och i slutspelet vann man kvartsfinalserien mot Edsbyn med 3–2 för att sedan förlora semifinalserien mot blivande svenska mästarna Hammarby bandy med 3-0.
- Tränare för laget var Ari Holopainen och Kent Edlund.
- Publiksnittet stannade på 2840.
- 26 december skrevs bandyhistoria i Lidköping då Sparbanken Lidköping Arena invigdes med en match mellan Villa och Kungälv.
- B-laget vann återigen div2 Västergötland.
- Juniorverksamheten har åter dragits igång i klubben, med ett 16- och ett 18-årslag.
- Daniel Andersson vann interna skytteligan på 43 mål.
- Daniel Andersson och Johan Eplund representerade Sverige i bandy VM där man vann guld.

Säsongen 2010/2011 slutade man på 4:e plats i Elitserien och i slutspelet vann man kvartsfinalserien mot Broberg Söderhamn med 3–2 men förlorade semifinalserien mot Bollnäs med 3–0.
- Tränare för laget var Ari Holopainen och Kent Edlund.
- Publiksnittet stannade på 2931 och Villa vann publikligan för första gången sen 1994–95.
- David Karlsson vann interna skytteligan på 51 mål.
- Daniel Andersson, Johan Esplund och David Karlsson representerade Sverige i bandy VM.

Säsongen 2011/2012 slutade man på 2:a plats i Elitserien, slog ut IFK Kungälv med 3–2 i matcher i kvartsfinalen och Bollnäs GIF med 3–1 i semifinalen och kvalificerade sig för sm final för första gången sen 1982–83. Finalen förlorades mot Sandviken med 6–5.
- Tränare var Ari Holopainen
- Publiksnittet stannade på 3203.
- David Karlsson vann interna och hela seriens skytteliga på 55 mål. På andra plats i samma skytteligor kom Villas lagkapten Jesper Bryngelson på 33 mål.
- Daniel Andersson representerade Sverige i bandy VM.
- Föreningen slog omsättningsrekord med 14,4 miljoner kronor.

Säsongen 2012/2013 slutade man på 2: plats i elitserien, slog ut Västerås SK i kvartsfinalen med 3–0 i matcher men förlorade semifinalserien mot Sandvikens AIK med 3–2.
- Tränare var Ari Holopainen och Magnus Nordin.
- Publiksnittet stannade på 3528.
- Publikrekordet 5329 noterades mot Sandviken.
- David Karlsson vann interna och hela seriens skytteliga på 65 mål vilket också innebar att han raderade ut Mikael Arvidssons klubbrekord på 57 mål från 1982–83. På andra plats i samma skytteligor kom Villas Daniel Andersson med 42 mål.
- Daniel Skoog gjorde sin 200:e match för Villa.
- Johan Malmqvist, David Karlsson och Petter Björling gjorde sina 100:e matcher för Villa.
- Daniel Andersson representerade Sverige i bandy VM.
- Föreningen slog omsättningsrekord med drygt 15 miljoner kronor.

Säsongen 2013/2014 slutade man på 3:e plats i elitserien, slog ut Edsbyns IF i kvartsfinalen med 3–0 i matcher men förlorade semifinalserien mot Sandvikens AIK med 3–0.
- Tränare var Magnus Nordin och Mattias Nilsson.
- Publiksnittet stannade på 3212.
- David Karlsson vann skytteligan med 57 mål.
- Daniel Andersson och Martin Johansson representerade Sverige i bandy vm.